# NECTIN1
Нектин-1 (PVRL1; CD111) — мембранный белок, нектин группы молекул клеточной адгезии, гликопротеин суперсемейства иммуноглобулинов, продукт гена человека NECTIN1.

## Структура
Нектин-1 состоит из 517 аминокислот, молекулярная масса белковой части 57 158 Да. Нектин-1 содержит 3 внеклеточных иммуноглобулиновых доменов, трансмембранный фрагмент и цитоплазматический домен. Белок опосредует Ca2+-зависимую клеточную адгезию.

## Функции
Нектин-1 — молекула адезии, обнаруженная в широком спектре тканей, в которых она локализуется в участках межклеточных контактов, таких как адгезивные контакты в эпителии или химические синапсы в нейронах. Цитоплазматический участок белка связывается с белком афадином, связанным с актином.
В синапсах нектин-1 взаимодействует с нектином-3, причём оба белка экспрессированы в нервной ткани как на ранних этапах развития, так и в стареющем мозге. В синапсе эти белки расположены асимметрично: нектин-1 в первую очередь локализован на аксоне, а нектин-3 — на дендрите.
Нектин-1 играет ключевую роль как рецептор в опосредовании входа в клетку вируса герпеса ВПГ-1 за счёт взаимодействия с вирусным гликопротеином D (gD).

## Взаимодействия
Нектин-1 взаимодействует с MLLT4..